# Morlancourt
Ne doit pas être confondu avec Morlincourt ou Morlaincourt.
Morlancourt est une commune française située dans le département de la Somme, en région Hauts-de-France.
Elle fait partie de la communauté de communes du Pays du Coquelicot dont le siège est à Albert.

## Géographie

### Localisation
Morlancourt est située entre Albert et Bray-sur-Somme.

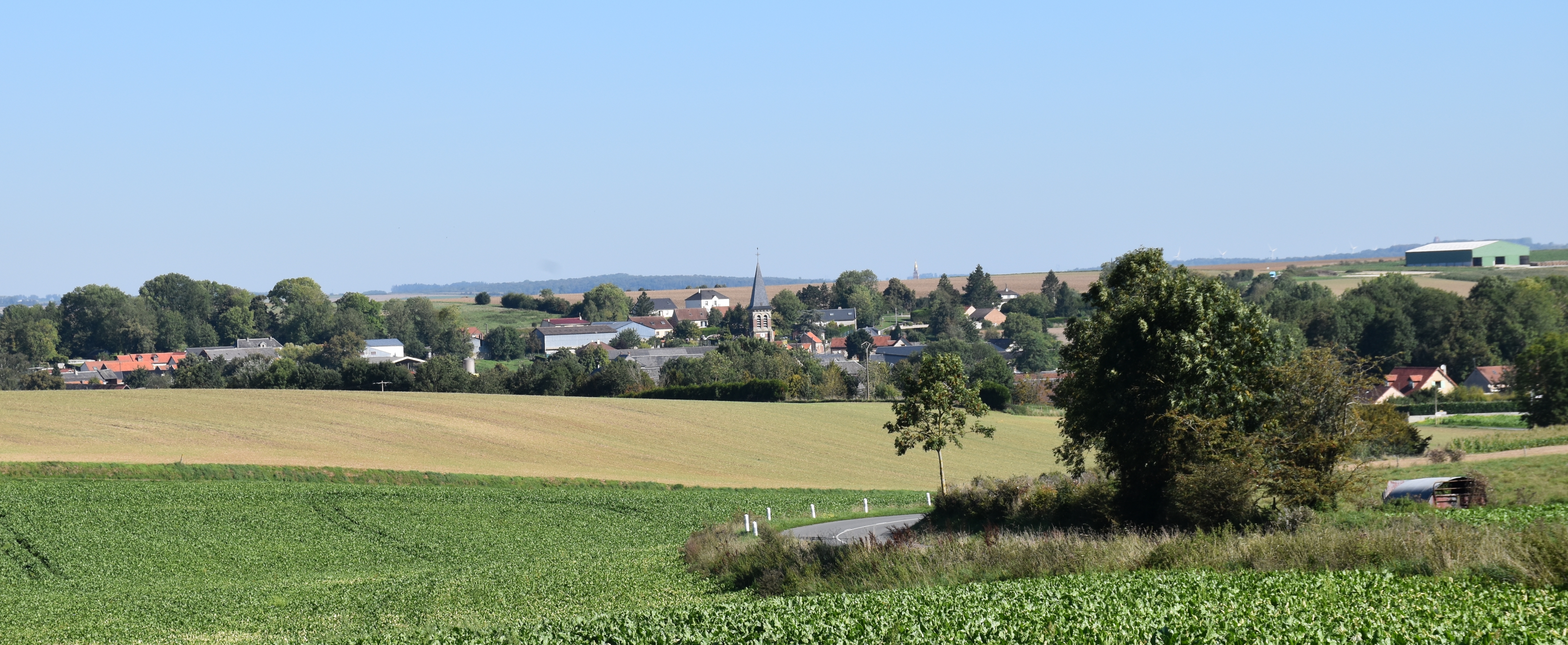
Panorama du village.

#### Communes limitrophes

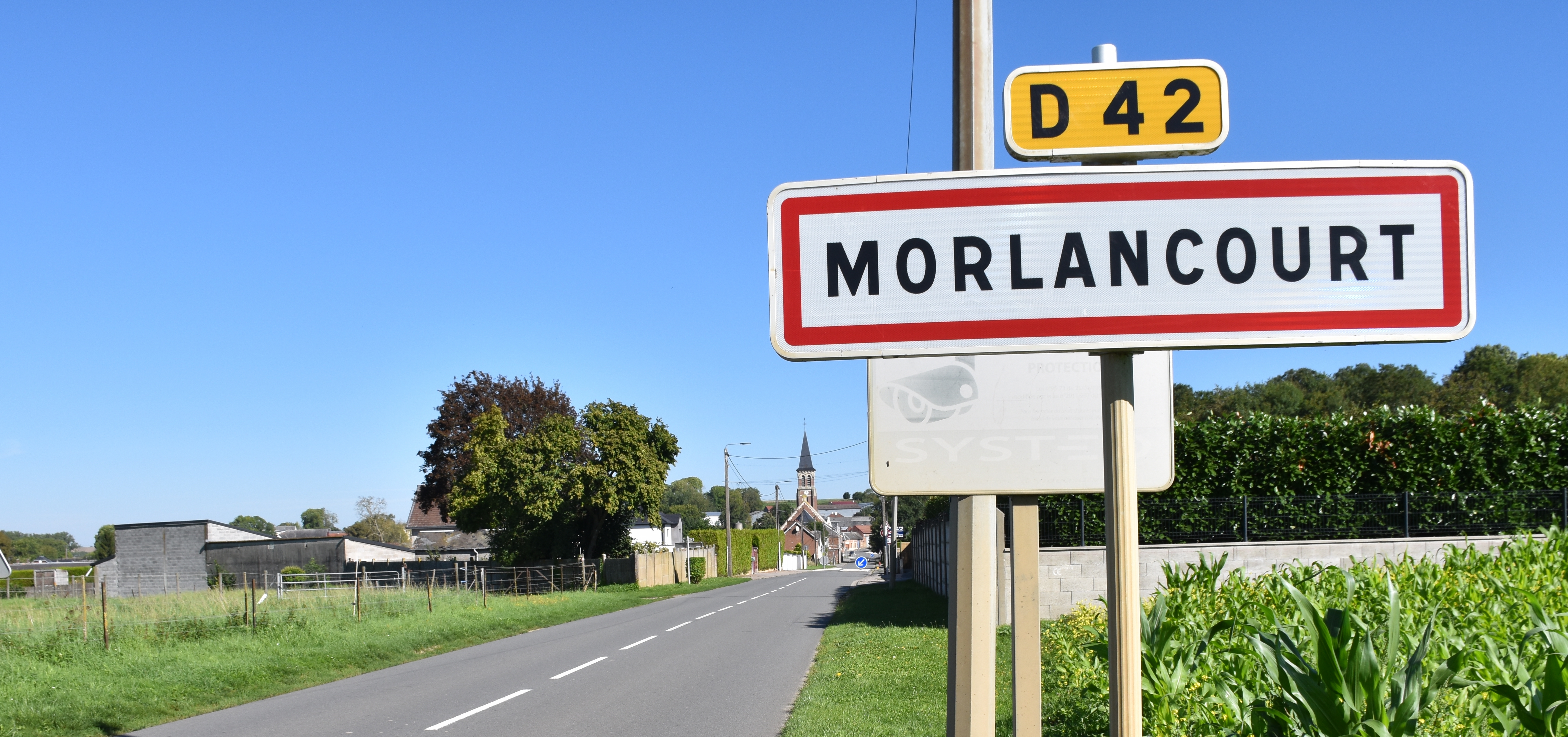
Une entrée du village.

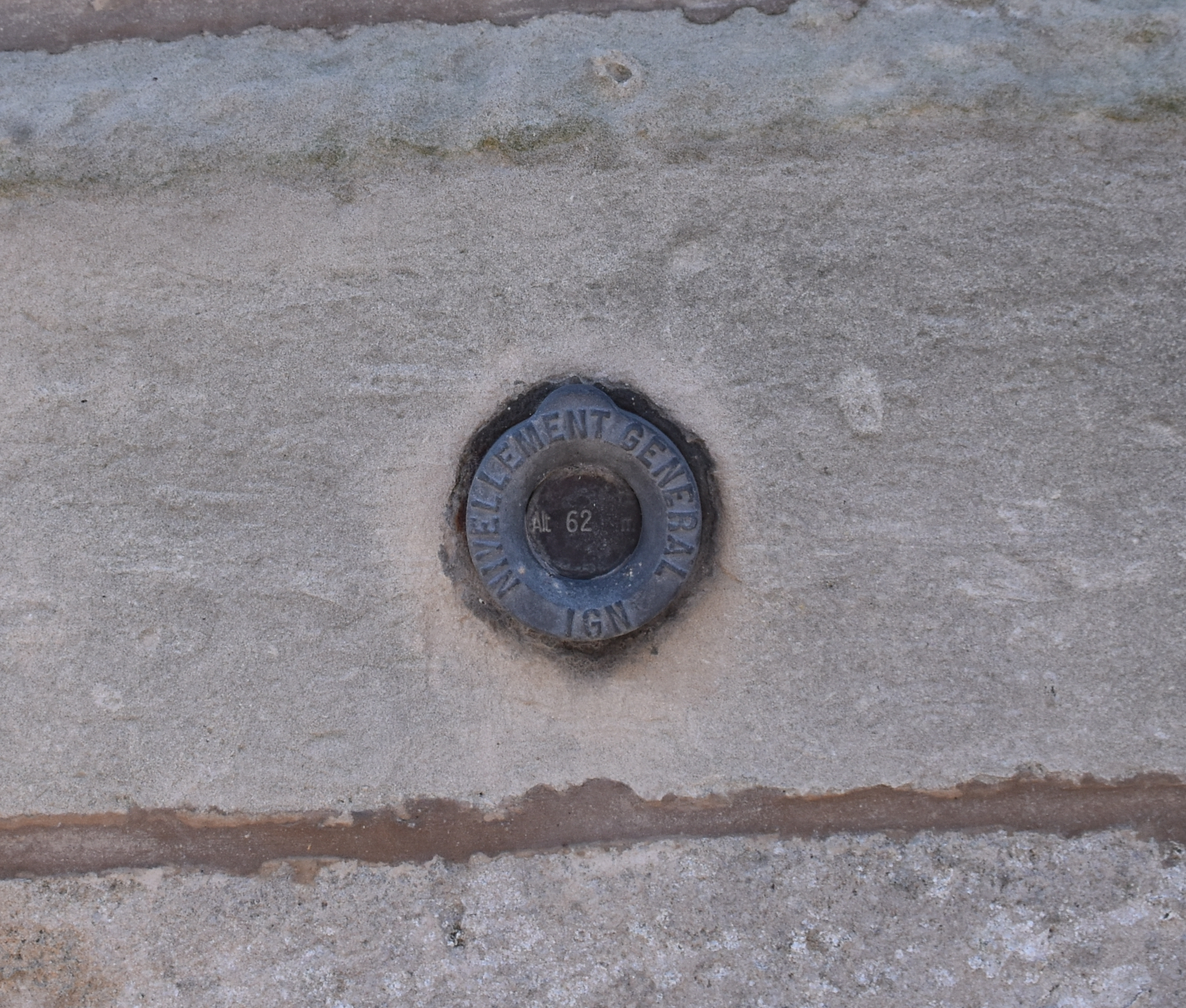
Borne de nivellement sur l'église- altitude 62 m.

|                 | Méaulte                     |                |
| Ville-sur-Ancre | Morlancourt                 | Etinehem       |
|                 | Chipilly et Sailly-Laurette | Bray-sur-Somme |

### Nature du sol et du sous-sol
Le sol de la commune est pour une large part argilo-calcaire, crayeux sur les versants ouest et argileux ailleurs. Le sous-sol est composé par endroits de lits de cailloux.

### Relief, paysage, végétation
Le territoire de la commune est compris dans une vallée sèche. La commune se situe géographiquement à une altitude de 70 mètres environ.

### Hydrographie
La commune est située dans le bassin Artois-Picardie. Elle n'est drainée par aucun cours d'eau.

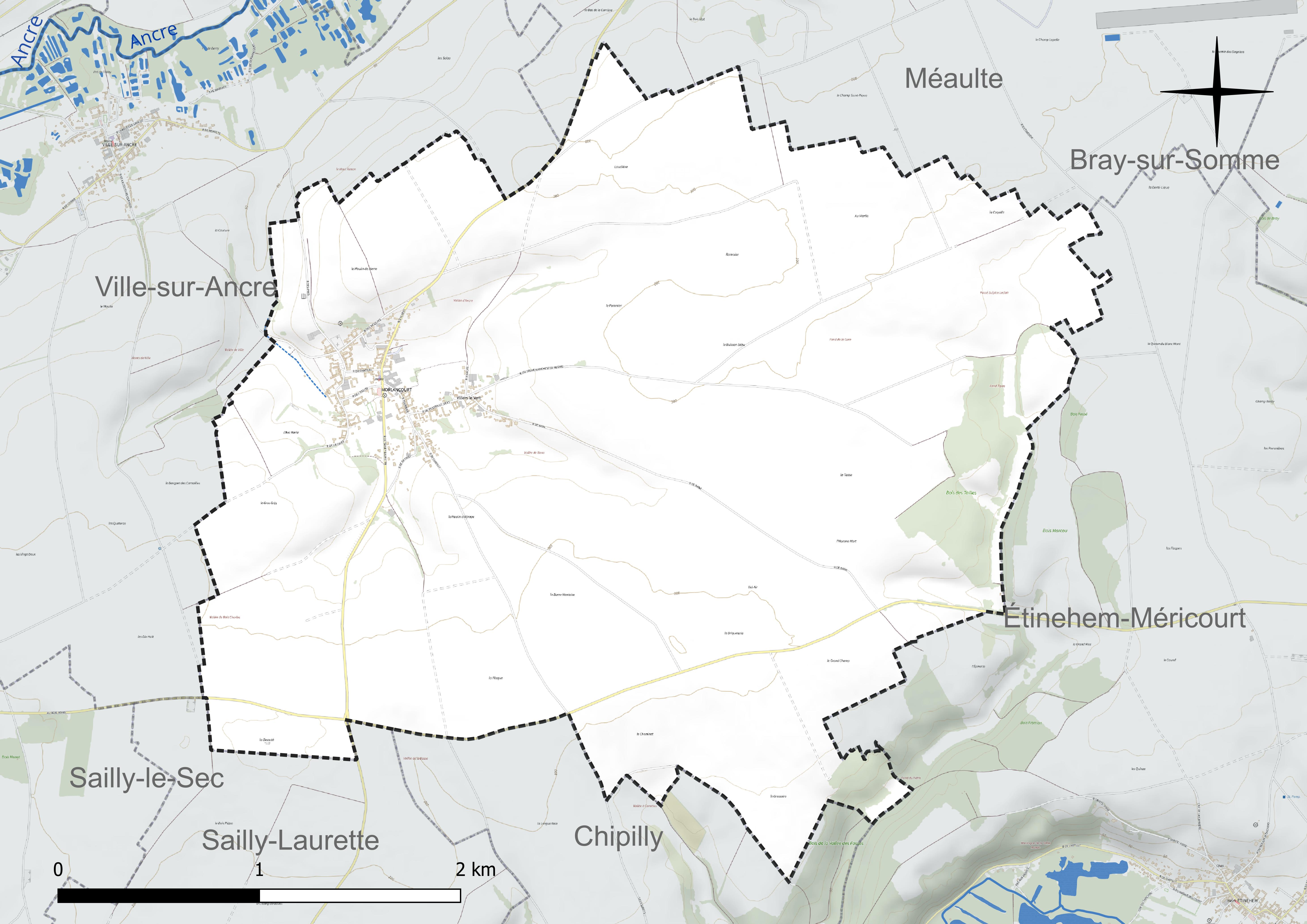
Réseau hydrographique de Morlancourt.

### Climat
Pour des articles plus généraux, voir Climat des Hauts-de-France et Climat de la Somme.
En 2010, le climat de la commune est de type climat océanique dégradé des plaines du Centre et du Nord, selon une étude du CNRS s'appuyant sur une série de données couvrant la période 1971-2000. En 2020, Météo-France publie une typologie des climats de la France métropolitaine dans laquelle la commune est exposée à un climat océanique et est dans la région climatique Nord-est du bassin Parisien, caractérisée par un ensoleillement médiocre, une pluviométrie moyenne régulièrement répartie au cours de l'année et un hiver froid (3 °C).
Pour la période 1971-2000, la température annuelle moyenne est de 10,4 °C, avec une amplitude thermique annuelle de 14,4 °C. Le cumul annuel moyen de précipitations est de 739 mm, avec 12,4 jours de précipitations en janvier et 8,6 jours en juillet. Pour la période 1991-2020, la température moyenne annuelle observée sur la station météorologique la plus proche, située sur la commune de Méaulte à 4 km à vol d'oiseau, est de 10,7 °C et le cumul annuel moyen de précipitations est de 730,3 mm,. Pour l'avenir, les paramètres climatiques de la commune estimés pour 2050 selon différents scénarios d'émission de gaz à effet de serre sont consultables sur un site dédié publié par Météo-France en novembre 2022.
| Mois                                  | jan.           | fév.           | mars          | avril         | mai             | juin           | jui.           | août           | sep.         | oct.          | nov.            | déc.           | année      |
| ------------------------------------- | -------------- | -------------- | ------------- | ------------- | --------------- | -------------- | -------------- | -------------- | ------------ | ------------- | --------------- | -------------- | ---------- |
| Température minimale moyenne (°C)     | 1,1            | 1,2            | 3,3           | 5,1           | 8,2             | 11             | 12,9           | 13             | 10,5         | 7,6           | 4,3             | 1,8            | 6,7        |
| Température moyenne (°C)              | 3,6            | 4,2            | 7,2           | 9,9           | 13,2            | 16,1           | 18,3           | 18,5           | 15,2         | 11,2          | 7               | 4,1            | 10,7       |
| Température maximale moyenne (°C)     | 6              | 7,1            | 11,1          | 14,7          | 18,2            | 21,2           | 23,6           | 23,9           | 20           | 14,9          | 9,7             | 6,4            | 14,7       |
| Record de froid (°C) date du record   | −13,7 17.01.13 | −13 07.02.1991 | −9,1 13.03.13 | −4,7 07.04.21 | −1,6 07.05.1997 | 1,4 05.06.1991 | 4,8 04.07.1990 | 5,7 24.08.1993 | 2,1 30.09.18 | −4,3 29.10.03 | −8,5 24.11.1998 | −13,6 18.12.10 | −13,7 2013 |
| Record de chaleur (°C) date du record | 14,8 09.01.15  | 18,5 26.02.19  | 23,1 31.03.21 | 26,6 29.04.10 | 30,3 27.05.05   | 34,1 18.06.22  | 40,8 25.07.19  | 38,2 06.08.03  | 34 15.09.20  | 28 01.10.11   | 19,8 06.11.18   | 15,8 30.12.22  | 40,8 2019  |
| Précipitations (mm)                   | 61,2           | 49,9           | 53,5          | 43,3          | 58,7            | 56,7           | 60,7           | 64,7           | 55,9         | 69,6          | 72,1            | 84             | 730,3      |

#### Activités économique et de services
L'économie de la commune est dominée par l'agriculture. Il n'y a pas de commerce dans la commune.

## Urbanisme

### Typologie
Au 1er janvier 2024, Morlancourt est catégorisée commune rurale à habitat dispersé, selon la nouvelle grille communale de densité à sept niveaux définie par l'Insee en 2022.
Elle est située hors unité urbaine. Par ailleurs la commune fait partie de l'aire d'attraction d'Amiens, dont elle est une commune de la couronne,. Cette aire, qui regroupe 369 communes, est catégorisée dans les aires de 200 000 à moins de 700 000 habitants,.

### Occupation des sols
L'occupation des sols de la commune, telle qu'elle ressort de la base de données européenne d'occupation biophysique des sols Corine Land Cover (CLC), est marquée par l'importance des territoires agricoles (96,1 % en 2018), une proportion sensiblement équivalente à celle de 1990 (96,6 %). La répartition détaillée en 2018 est la suivante :
terres arables (90 %), zones agricoles hétérogènes (4,2 %), zones urbanisées (3,3 %), prairies (1,9 %), forêts (0,6 %). L'évolution de l'occupation des sols de la commune et de ses infrastructures peut être observée sur les différentes représentations cartographiques du territoire : la carte de Cassini (XVIIIe siècle), la carte d'état-major (1820-1866) et les cartes ou photos aériennes de l'IGN pour la période actuelle (1950 à aujourd'hui).

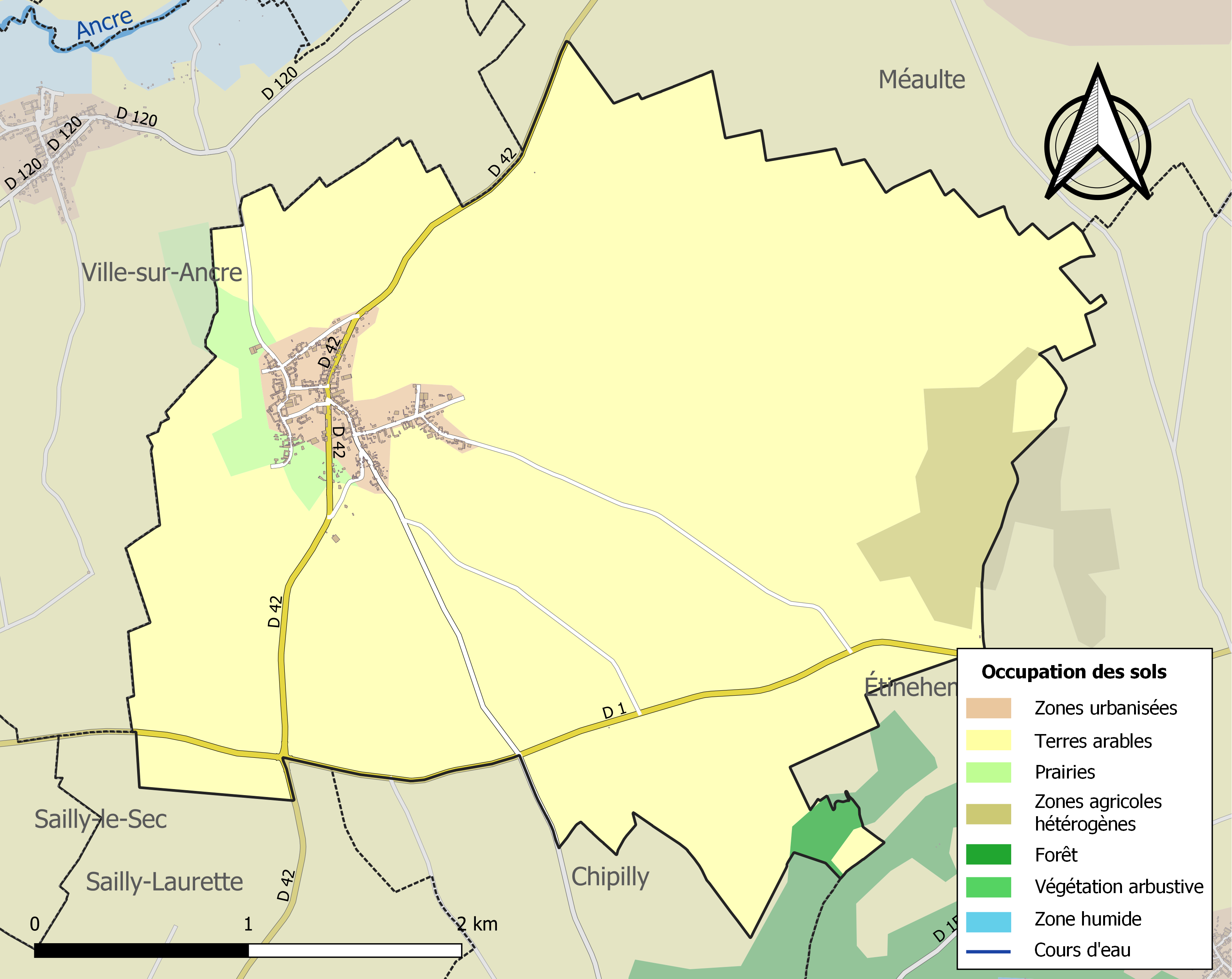
Carte des infrastructures et de l'occupation des sols de la commune en 2018 (CLC).

### Habitat
L'habitat de la commune est étalé du versant nord de la vallée sèche puis sur le versant ouest jusqu'à Villers-le-Vert et se prolonge dans la vallée sèche autour de la mairie-école et de l'église. Le village détruit pendant la Grande Guerre a été reconstruit dans l'entre-deux-guerres.

## Toponymie
On trouve plusieurs formes pour désigner Morlancourt dans les textes anciens : Morlincurtis, Moolincurt (1164), Morlegcort (1178), Mollaincourt (1205), Morlincourt, Morlaincourt, Morlincourt, Morlancourt (1648).
Les noms de localités se terminant par -court sont le plus souvent des hameaux ou de petits villages. L'appellatif toponymique -court (français moderne cour) est issu du gallo-roman CORTE qui signifie « domaine ». Cet appellatif est généralement précédé d'un nom de personne germanique. Ces formations toponymiques datent du Moyen Âge. Cette façon de nommer les lieux serait liée à l'apport germanique du VIe siècle,.
Le premier élément Morlan- s'explique par un nom de personne germanique.

## Histoire

### Antiquité
L'archéologie aérienne a révélé la présence de vestiges de deux villas gallo-romaines dans le sol de la commune.

### Moyen Âge
En 1164, Waldin de Moolincourt était seigneur de Morlancourt.
En 1174, Raoul d'Attinehem, seigneur de Morlancourt et son épouse Gilette, vendent les 2/3 des dîmes au chapitre cathédral d'Amiens.
En 1178, Gamelo de Morlegcort est l'un des signataires de la charte communale d'Encre.
En 1205, Robert, chevalier de Molleincourt accorde des dîmes et Julienne du Gard fonde à Morlancourt la chapelle de Saint-Firmin-en-Castillon.
Il y avait sur la terre de Morlancourt, une maison de templiers dont les vestiges étaient encore visibles au XIXe siècle.
1315, Ansel de Mollaincourt vend une pêcherie (un vivier).
1361, Robert de Beaumont est seigneur de Molancourt.
En 1440, le seigneur de Dour fut tué en défendant le château de Morlancourt.

### Époque moderne
Au XVIe siècle, le seigneur de Morlancourt est Foursy de Mont-Jean.
Une inscription gravée sur une pierre de l'église de Villers-le-Vert, datée de 1741 indiquait : « Pour servir de mémoire perpétuel, l'an 1674, le 16 février, 3 000 hommes de la garnison de Cambray et des places voisines, envoyés par le comte de Montercy, commandés par le baron du Quesnoy et guidés homme, Mouillet, sont venus piller et entièrement brûler les villages de Villers-le-Vert et de Morlancourt pour n'avoir pas voulu payer contribution. Trois enfants ont été brûlés, 675 ennemis et 5 habitants ont été tués, sans compter les blessés. ».
1725, reconstruction du chœur de l'église de Morlancourt en pierre du pays, le reste de l'édifice datant du XVIe siècle était de style gothique simple, le clocher se terminait par une flèche octogonale.

### Époque contemporaine

#### Révolution française
1792, la commune de Morlancourt réunit les deux anciennes paroisses de Morlancourt et de Villers-le-Vert. La laïcisation des registres de l'état-civil est accomplie à cette époque.
Le 12 brumaire an II (2 novembre 1793), trois des quatre cloches de l'église sont livrées pour être fondues afin de fabriquer des canons.
Le 5 nivose an II (25 décembre 1793), la commune de Morlancourt dut livrer au district de Péronne les objets métalliques de l'église : 2 soleils (ostensoirs), 2 pieds de ciboire, 1 couvercle, 1 plaque de pied de calice, 2 boîtes d'argent, 1 coupe de calice, sa patène, 2 coupere de ciboire, 1 croissant, 2 parties de calice de vermeil.
Le 27 messidor an II (12 juillet 1794), Marguerite de Blottefière veuve de Jean-Baptiste du Sausay, ci-devant seigneur de Morlancourt et de Villers-le-Vert, condamnée à mort par le Tribunal révolutionnaire, ayant été exécutée, les scellés furent apposés sur ses biens. Le château de Morlancourt, confisqué, fut vendu aux héritiers de Toussaint Dizengremel, receveurs et greffiers de la terre et seigneurie de Morlancourt et locataires dudit château.

#### XIXesiècle
Le 21 septembre 1865, un incendie détruisit un nombre important de bâtiments à Morlancourt.

#### XXesiècle
Première Guerre mondiale 

Après la bataille des Frontières du 7 au 24 août 1914, devant les pertes subies, l'État-Major français décide de battre en retraite depuis la Belgique. Dès le 28 août, les Allemands envahissent la France et poursuivent leur route vers l'ouest. Le front se stabilisera ensuite du côté de Péronne. Pour cette raison, Morlancourt restera loin des combats jusqu'au printemps 1918. En juillet 1916, un hôpital de campagne britannique s'installe à l'ouest du village pour soigner les victimes de la Bataille de la Somme. Les soldats décédés des suites de leurs blessures seront inhumés dans le cimetière qui porte le nom de Morlancourt British Cemetery N°1.

En mars 1918, l'Etat-Major allemand lance l'Offensive du printemps dont le but est de prendre Amiens. Peu de temps après, les Allemands s'emparent de Morlancourt. Evacué des tous ses habitants, le village restera sur la ligne de front jusqu'à sa libération par les troupes britanniques fin août 1918 et sera complètement détruit.

Vu les souffrances endurées par la population pendant les quatre années d'occupation et les dégâts aux constructions, la commune s'est vu décerner la Croix de guerre 1914-1918 le 27 octobre 1920.

Alors commença une longue période de reconstruction de l'église, de la mairie, des routes et des habitations grâce aux dommages de guerre.

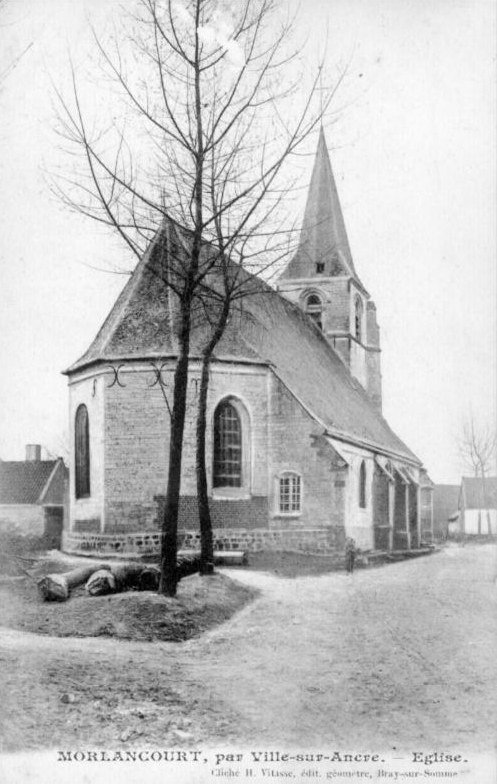
Carte postale de l'église avant 1914.
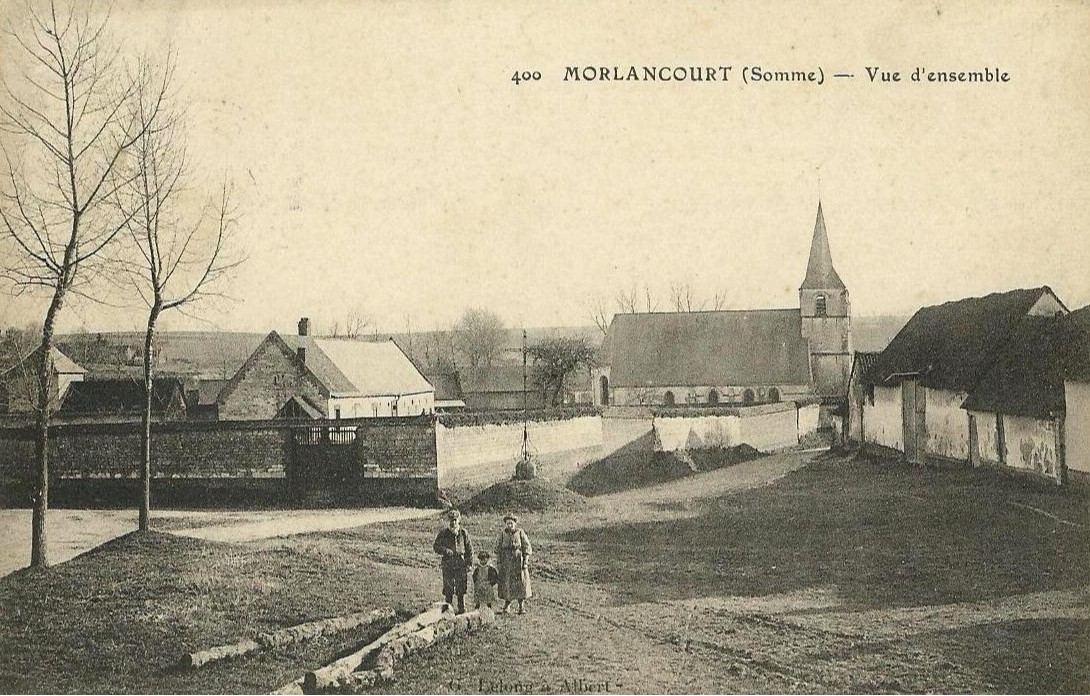
Vue du village avant 1914.
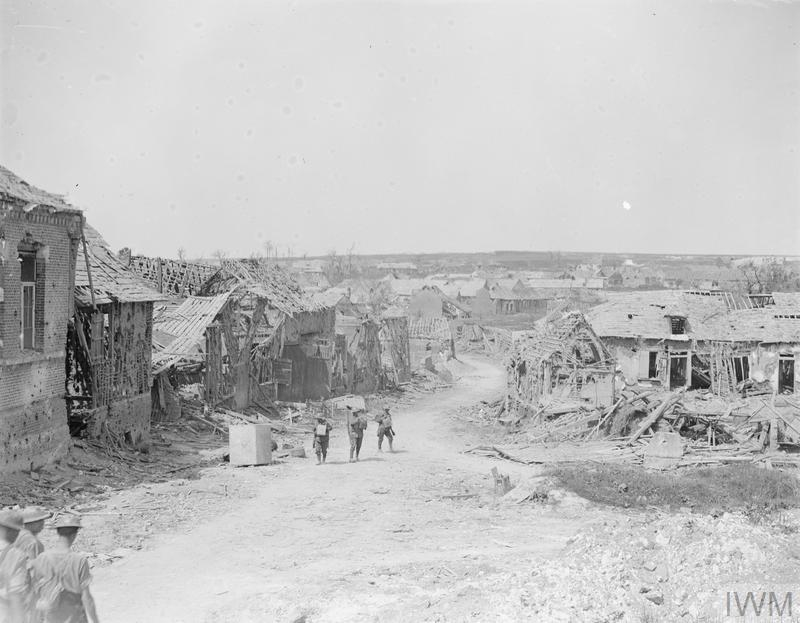
Ruines du village en septembre 1918.
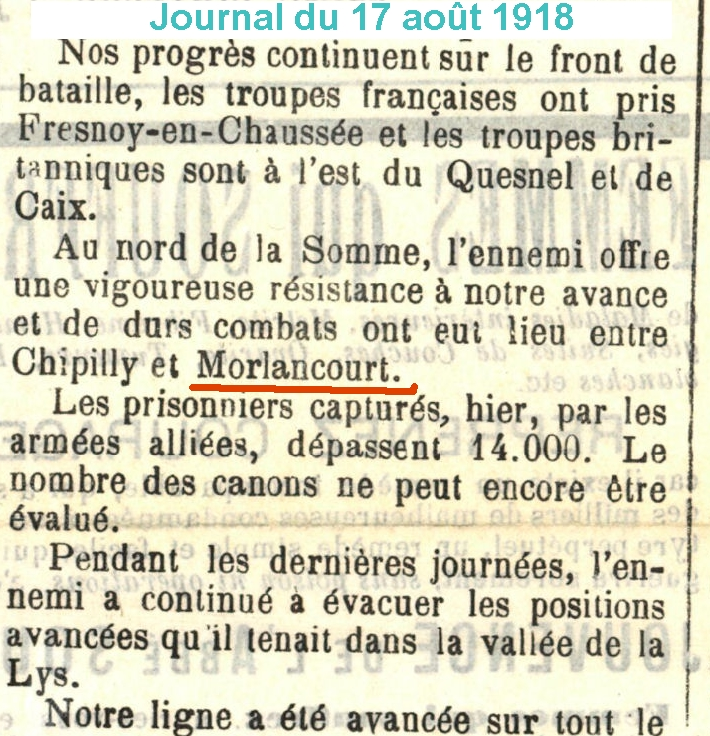
Journal relatant les combats à Morlancourt en août 1918.
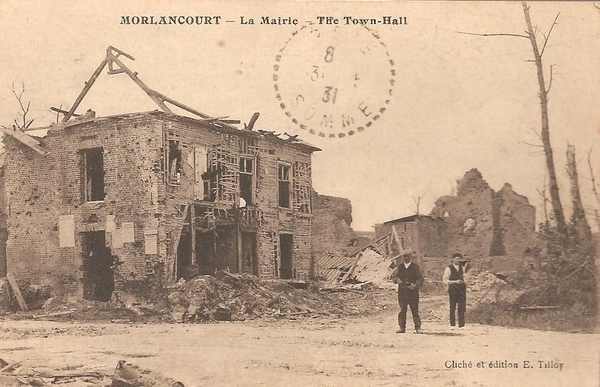
Le village en ruines en 1919.
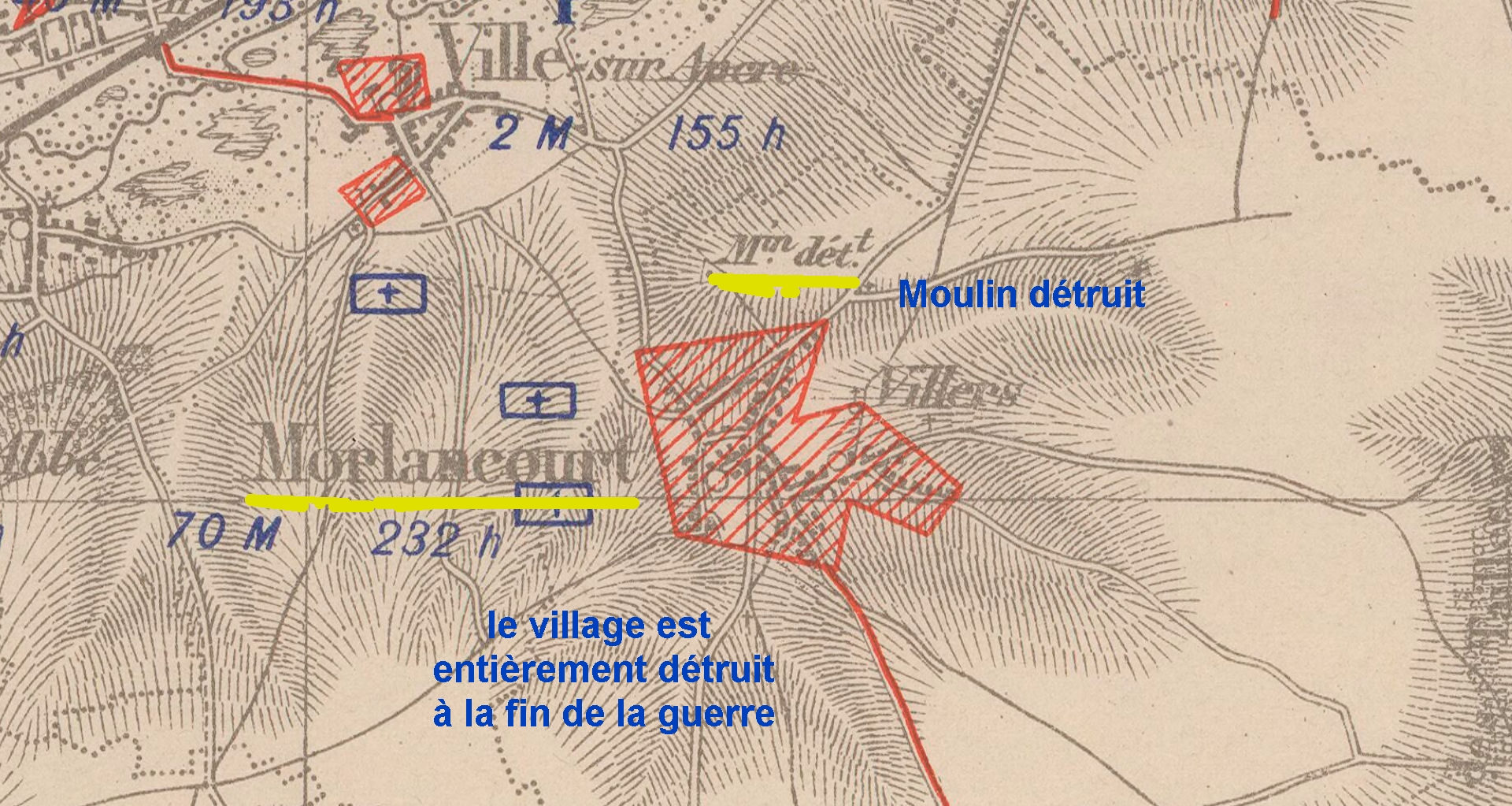
La carte des régions dévastées montre que le village est complètement détruit.

## Politique et administration
| Période                                  | Période                       | Identité         | Étiquette | Qualité                                                                               |
| ---------------------------------------- | ----------------------------- | ---------------- | --------- | ------------------------------------------------------------------------------------- |
| Les données manquantes sont à compléter. |                               |                  |           |                                                                                       |
| mars 2001                                | En cours (au 13 juillet 2020) | Michel Destombes |           | Vice-président de la CA du Pays du Coquelicot (2020 →) Réélu pour le mandat 2020-2026 |

## Population et société

### Démographie
L'évolution du nombre d'habitants est connue à travers les recensements de la population effectués dans la commune depuis 1793. Pour les communes de moins de 10 000 habitants, une enquête de recensement portant sur toute la population est réalisée tous les cinq ans, les populations de référence des années intermédiaires étant quant à elles estimées par interpolation ou extrapolation. Pour la commune, le premier recensement exhaustif entrant dans le cadre du nouveau dispositif a été réalisé en 2007.

En 2022, la commune comptait 378 habitants, en évolution de +1,61 % par rapport à 2016 (Somme : −1,26 %, France hors Mayotte : +2,11 %).
| 1793  | 1800 | 1806  | 1821  | 1831  | 1836  | 1841  | 1846  | 1851  |
| ----- | ---- | ----- | ----- | ----- | ----- | ----- | ----- | ----- |
| 1 024 | 880  | 1 054 | 1 071 | 1 047 | 1 052 | 1 048 | 1 076 | 1 030 |

| 1856 | 1861 | 1866 | 1872 | 1876 | 1881 | 1886 | 1891 | 1896 |
| ---- | ---- | ---- | ---- | ---- | ---- | ---- | ---- | ---- |
| 949  | 933  | 927  | 832  | 823  | 833  | 700  | 642  | 610  |

| 1901 | 1906 | 1911 | 1921 | 1926 | 1931 | 1936 | 1946 | 1954 |
| ---- | ---- | ---- | ---- | ---- | ---- | ---- | ---- | ---- |
| 593  | 550  | 478  | 251  | 346  | 399  | 419  | 440  | 416  |

| 1962 | 1968 | 1975 | 1982 | 1990 | 1999 | 2006 | 2007 | 2012 |
| ---- | ---- | ---- | ---- | ---- | ---- | ---- | ---- | ---- |
| 392  | 371  | 319  | 320  | 335  | 318  | 343  | 347  | 363  |

| 2017 | 2022 | - | - | - | - | - | - | - |
| ---- | ---- | - | - | - | - | - | - | - |
| 371  | 378  | - | - | - | - | - | - | - |

### Enseignement
Les communes de Buire-sur-l'Ancre, Treux et Morlancourt se sont associées en regroupement pédagogique intercommunal. Le regroupement compte 70 élèves pour l'année scolaire 2020-2021, répartis sur les trois communes. Un espace numérique de travail est prévu en 2020.
La commune gère une école de 19 élèves pour l'année scolaire 2016-2017. Cette école est située en zone B, dans l'académie d'Amiens.

## Culture locale et patrimoine

### Héraldique
|  | Ces armoiries sont utilisées par la commune de Morlancourt depuis le milieu du XIXe siècle. Ce sont les armes de la famille de Morlancourt. Elles nous sont connues notamment par un sceau du chevalier Geoffroy de Morlancourt, seigneur du lieu en 1240. Ce sceau est conservé aux Archives départementales de la Somme. Blasonnement : - D'or à la fasce de menu vair au lion de gueules brochant sur le tout. - D'or à la fasce de vair chargée d'un lion de gueule rampant à dextre. Selon l'Armorial de la Somme. Ornement extérieur : - Croix de guerre 1914-1918 avec palme. Citation à l'ordre de l'armée du 27 octobre 1920 : « courageuse cité, située dans la zone de bataille pendant la guerre, dont les habitants ont vu leurs biens saccagés et leurs demeures anéanties. S'est signalée par une belle énergie morale dont elle a fait preuve en dépit des misères et des grands dommages qu'elle a subis, a bien mérité du pays. » |

### Lieux et monuments
- Église Sainte Marie-Madeleine, reconstruite dans l'entre-deux-guerres. Clocher restauré en 2013.

- Monument au général Friant, sous forme de pyramide.
- Monument aux morts : construit sur les plans de l'architecte Benjamin Maneval, il a la forme d´un obélisque surmonté d´un coq. Sa construction fut financée par la commune et par une souscription publique organisée par les anciens combattants. L'inauguration eut lieu le 23 août 1936[29].
- Cimetières militaires britanniques :

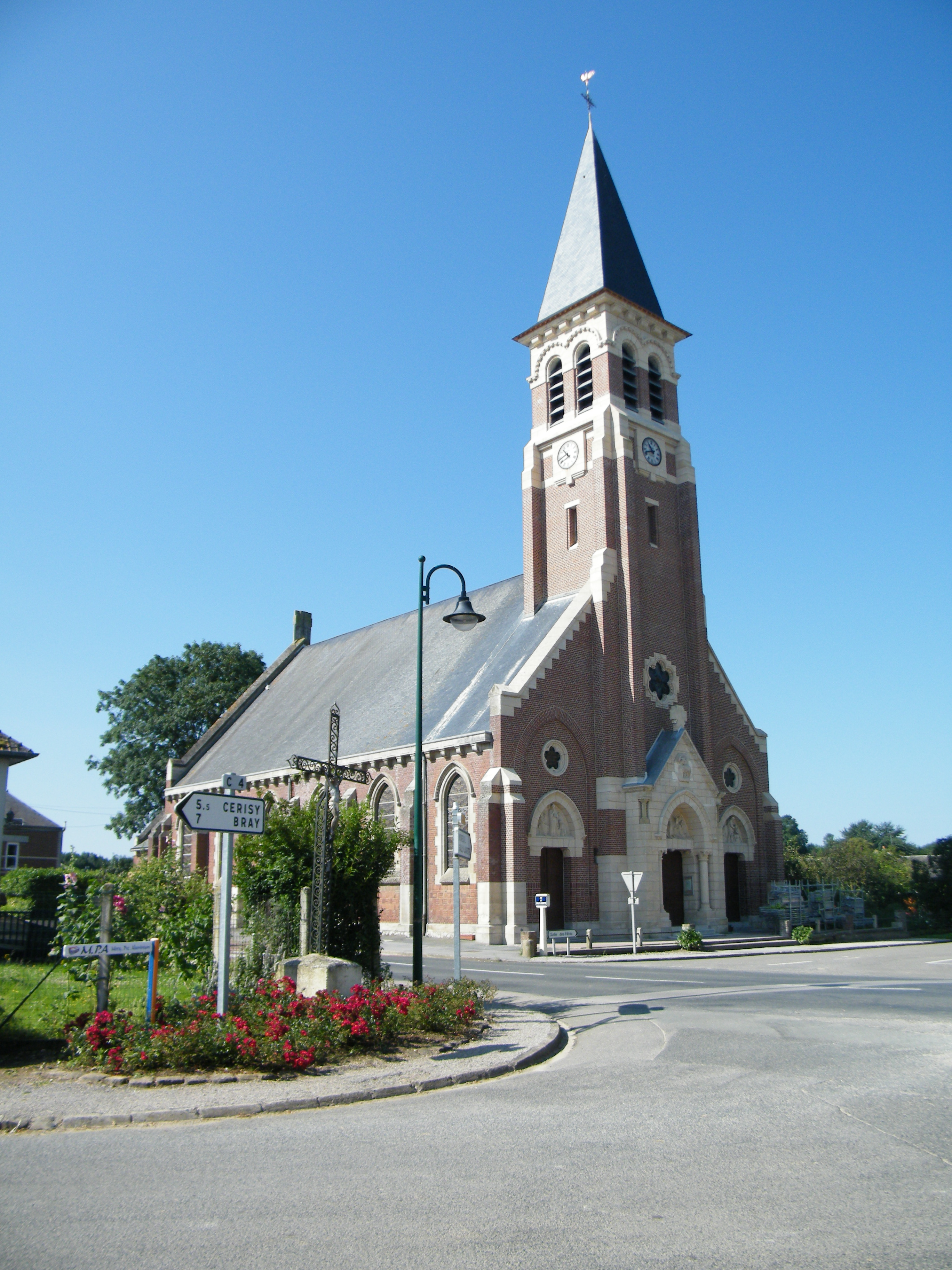
Église Sainte Marie-Madeleine.
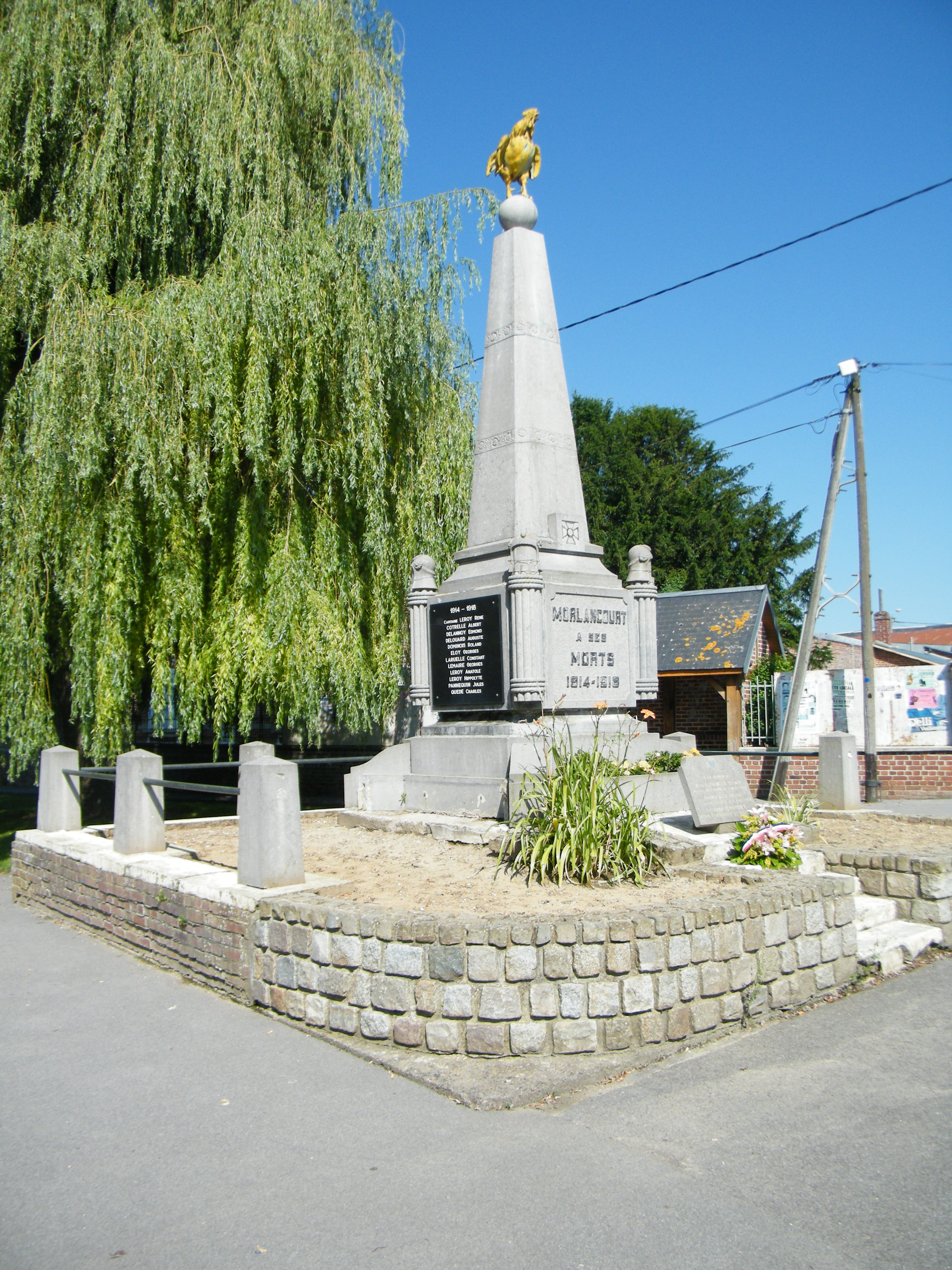
Monument aux morts.
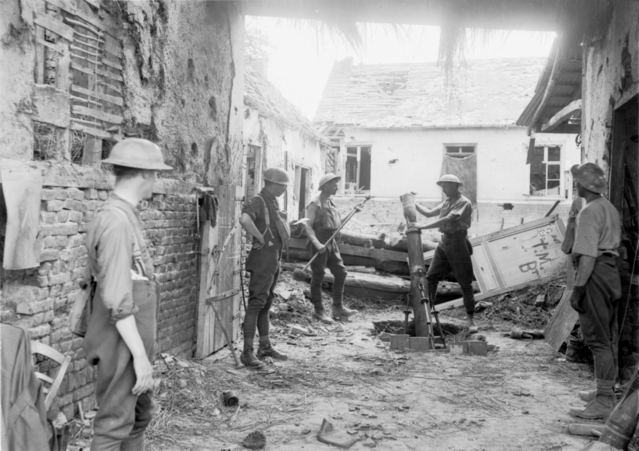
Morlancourt, 29 mai 1918, une batterie de mortier britannique.

### Personnalités liées à la commune
- Louis Friant, général et comte d'Empire, né le 18 septembre 1758 à Morlancourt, décédé à Seraincourt (Val-d'Oise) le 24 juin 1829.

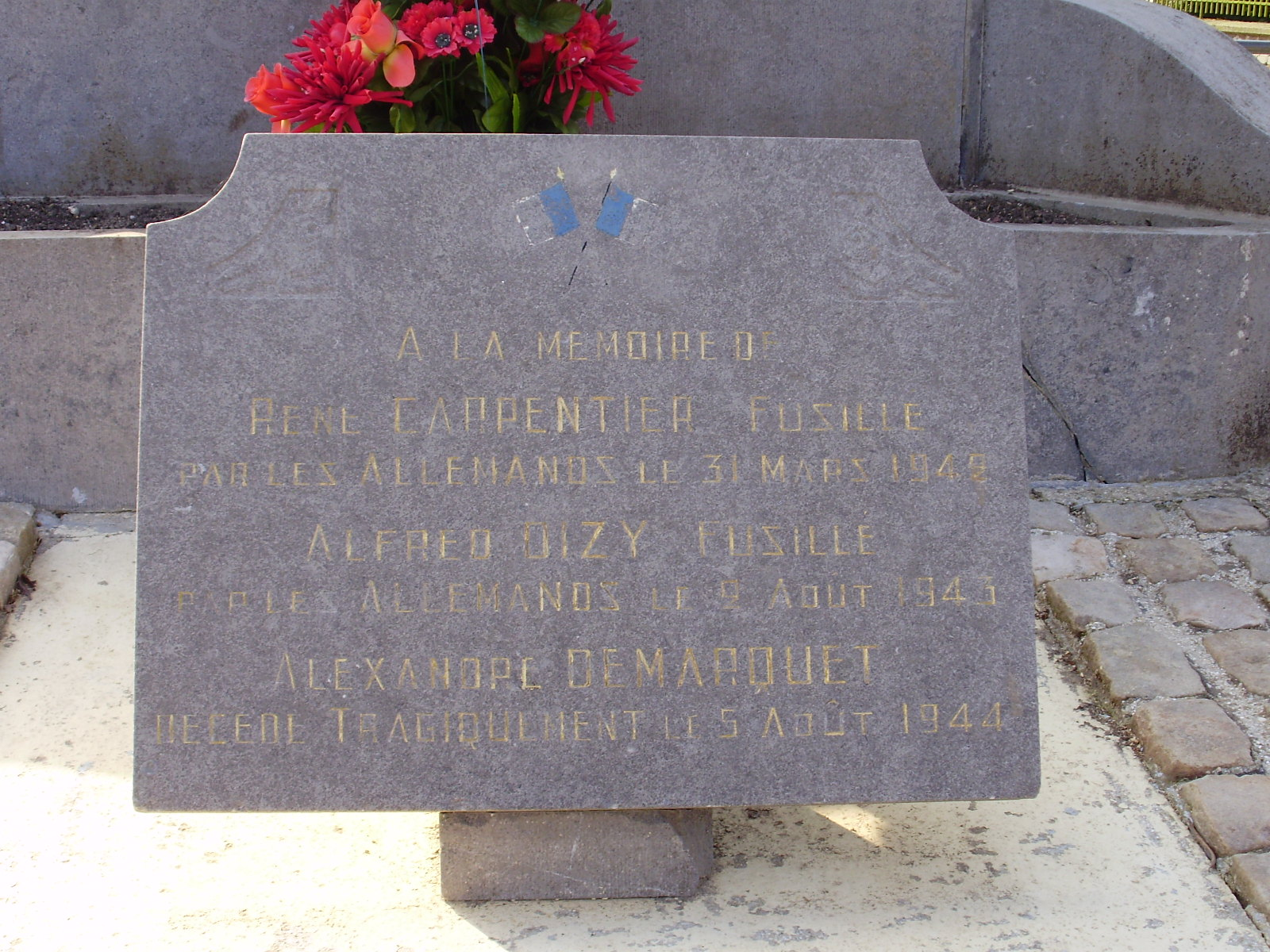

- Alfred Dizy, ouvrier agricole, chef d'un groupe de Résistants membres du groupe Michel affilié au Front national. Ils eurent à leur actif plusieurs déraillements de trains. Arrêté avec ses camarades, il fut condamné à mort par le tribunal militaire allemand d'Amiens et exécuté le 2 juillet 1943, comme ses camarades, à la citadelle d'Amiens. Une plaque honore sa mémoire au pied du monument aux morts de Morlancourt.

## Pour approfondir